# Chartplotter

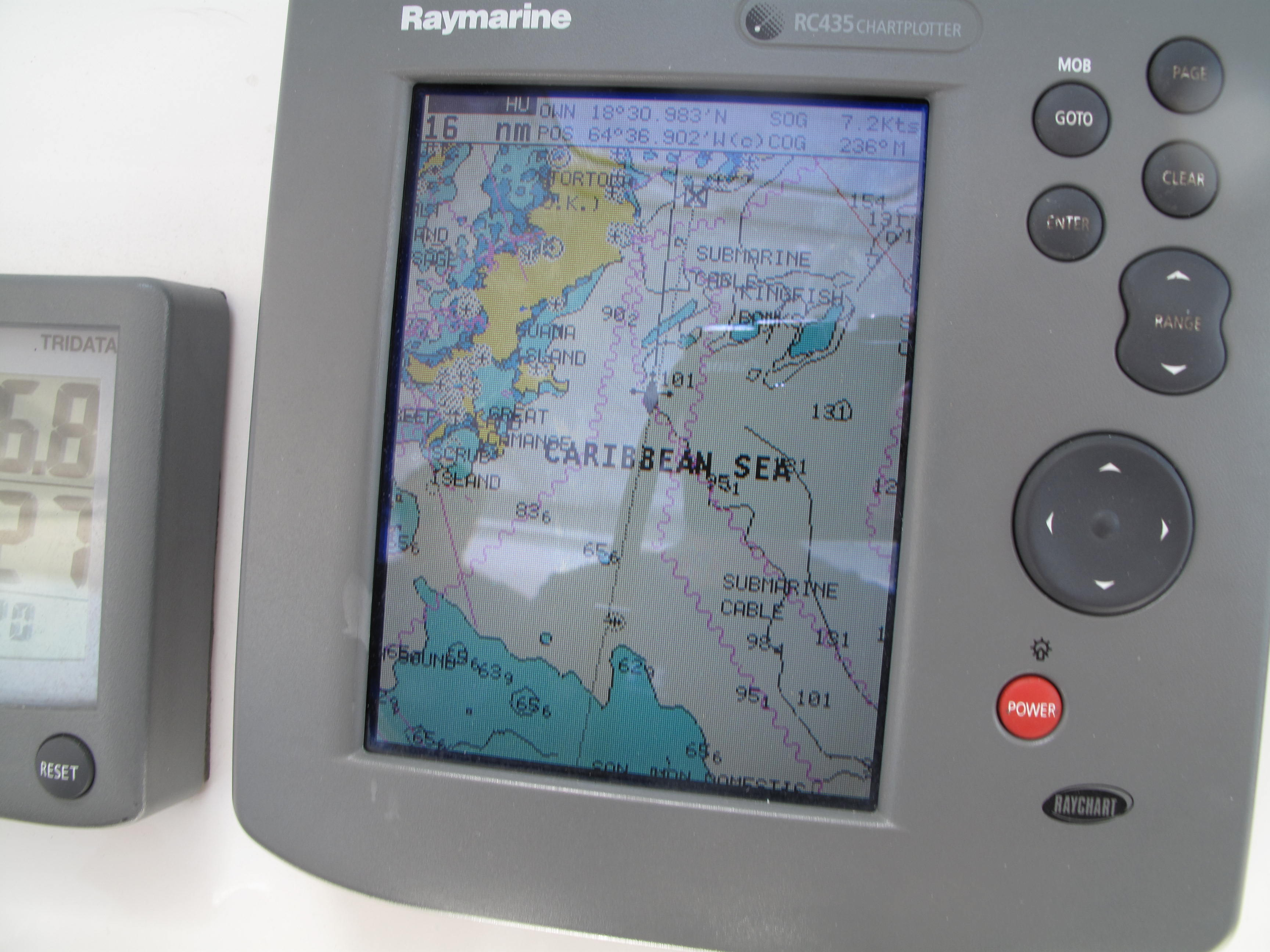
Un chartplotter Raymarine

Un chartplotter, en français un traceur, système de visualisation de cartes, lecteur de cartes et combiné GPS ou écran multifonction, est un outil relié à un système de positionnement par satellites qui permet de visualiser en temps réel la position d'un mobile sur des cartes électroniques. Cet instrument est principalement utilisé pour la navigation maritime. Il existe plusieurs constructeurs et modèles. Les constructeurs utilisent fréquemment des cartes marines électroniques du domaine privé disponibles sous forme de carte mémoire.
Le chartplotter permet aussi de visualiser d'autres informations venant de capteurs, par exemple d'un sondeur bathymétrique ou encore d'un AIS .

## Technologie
Un chartplotter est un système électronique, dont les capteurs apportent des informations de lieu (système de positionnement par satellites) ou d'environnement, par exemple la profondeur de la mer (sondeur bathymétrique). Le calculateur les transforme en données qu’il affiche sur un écran local.
L'interface utilisateur permet des entrées (route à suivre pour rejoindre une position) de l'utilisateur (rôle passif) et la représentation des résultats (rôle actif). Des fonctions complémentaires existent sous forme d'alarme sonore et/ou visuelle.

## ECDIS
L'ECDIS (Acronyme anglais de Electronic Charts Display Information System) est un Système de visualisation des cartes électroniques et d'information.
C'est un système électronique capable de visualiser la position d'un mobile sur la représentation d'une carte à l'écran. Le système ECDIS répond à des normes de l'Organisation maritime internationale (résolution OMI A817(19)). Certifié, accompagné de systèmes de sauvegarde, son usage peut permettre de se passer de la carte papier.
Ce système fournit un grand nombre de fonctions annexes, est très coûteux et n'est pas adapté à une installation sur des navires de petite taille.

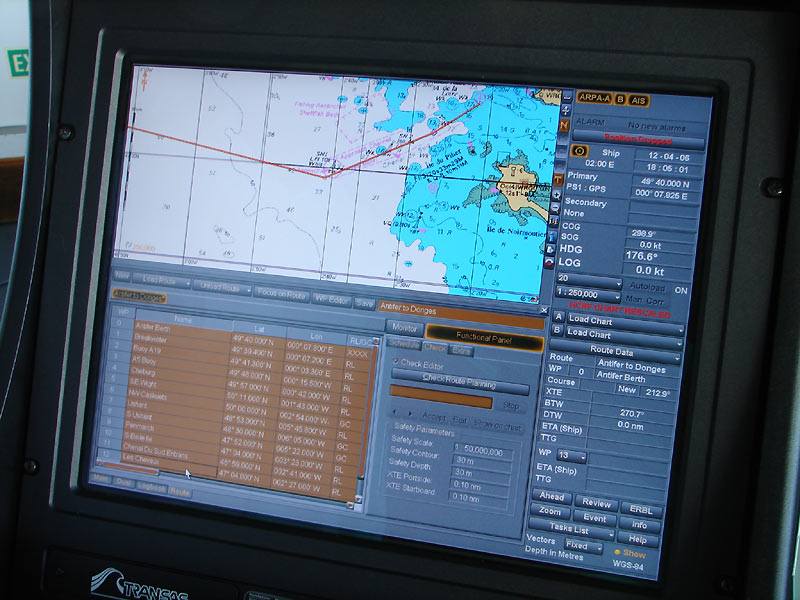

À compter de juillet 2013, pour exercer les fonctions de capitaine de navire, de second capitaine et d'officier chargé du quart à la passerelle d'un navire de commerce ou de plaisance armé avec un rôle d'équipage et équipé d'un système de visualisation des cartes électroniques et d'information (ECDIS), tout marin doit détenir le brevet ou le visa de reconnaissance correspondant à la fonction occupée et doit, en outre, pouvoir attester avoir suivi une formation à l'ECDIS.
Le système fait partie de la marétique.

### ECS
Sigle anglais de Electronic Chart System (système de cartes électroniques).
Norme: ISO 19379.
Système électronique capable de visualiser la position d'un mobile sur la représentation d'une carte à l'écran, mais non approuvé pour obtenir l'appellation ECDIS.

### Cartes électroniques
Les cartes électroniques de navigation ENC de l'anglais (Electronic Navigational Chart) sont des éléments électroniques qui peuvent être utilisés pour la navigation et dans certains cas se substituer à l'obligation d'emport de cartes du type papier.

#### Cartes officielles et privées
Les cartes électroniques peuvent être officielles ou privées selon qu'elles sont respectivement produites par un État (généralement son service hydrographique) ou par une entreprise privée. L'entreprise privée réserve quelquefois l'utilisation des cartes qu'elle publie aux modèles matériels de sa marque. L'entreprise privée dégage sa responsabilité sur les éventuelles erreurs ou retards de corrections existant sur ses cartes et propose des mises à jour périodiques (de périodicité variable) payantes, mais non obligatoires.
Qu'elles soient officielles ou privées, les cartes peuvent être soit vectorielles, soit matricielles.
Pour les cartes officielles : 
- La carte matricielle officielle (Raster Navigational Chart ou carte de navigation Raster) est une numérisation, (un scan) d'une carte papier existante. Elle correspond à la norme S-61 de l'Organisation hydrographique internationale (OHI) et n'est plus guère utilisée car toute correction nécessite un scan entier de la carte.

- La carte vectorielle officielle (Electronic Navigational Chart ou carte électronique de navigation). Contrairement aux cartes papier, pour une zone géographique et une échelle données, il n'existe qu'une seule ENC. Chaque service hydrographique ne produit que des ENC couvrant les eaux ou les zones placées sous la juridiction de son État ou pour le compte d'autres États dans le cadre d'accords bilatéraux. Les éléments qui composent la carte peuvent être interdépendants. Le format d'échange de données est défini par la norme S-57 de l'OHI, et les modalités d'affichage sont définis par la norme S-52 de l'OHI. Elles sont l'équivalent légal des cartes marines papier.

Ces cartes sont celles utilisées par les ECDIS, mais aussi les VCS (visual chart system), systèmes moins exigeants et moins onéreux.
Un nouveau standard est développé (2025), connu comme norme S-100, il est prévu de remplacer la norme S-57 :
- S-101 pour les cartes de navigation proprement dites ;
- S-102 pour la bathymétrie ;
- S-111 pour les courants de surface ;
- etc.. [7],[8].

L'utilisation d'une carte officielle suppose sa mise à jour de manière régulière.
La vente incluant les mises à jour des cartes se font par l'intermédiaire d'un RENC (Regional Electronic Navigational Chart Coordinating Centre), le transfert des cartes ainsi que les corrections s'effectuent de manière chiffrée, ce qui permet d'assurer l'authenticité des modifications ainsi que leur intégrité. Il y a à ce jour deux RENC : Primar, une organisation basée en Norvège avec qui travaille notamment le service hydrographique français, et IC-ENC, une organisation présidée par le service hydrographique britannique.

### Fonctionnement
Le système affiche les cartes électroniques de navigation, fournit en temps réel sur l'écran les différentes informations concernant la navigation, les dangers que peuvent rencontrer les navigateurs (hauts-fonds, etc.), la position instantanée du navire en corrélation avec le système de positionnement par satellites, les éphémérides nautiques tels ceux concernant les levers et couchers du soleil, les caractéristiques des feux côtiers (signalisation maritime) ainsi que le système radar anti-collision ARPA.
L'achat des cartes comprend généralement une fonctionnalité de mises à jour, lesquelles se font grâce à des supports informatique (clés USB, CD…) ou via des connexions internet telles celles proposées  par Inmarsat.